# 三木喜夫
三木 喜夫（みき よしお、1909年（明治42年）8月24日 - 1975年（昭和50年）5月12日）は、昭和期の教育者、労働運動家、政治家。衆議院議員。兄は機械工学者の三木鉄夫。

## 経歴
兵庫県姫路市出身。1928年（昭和3年）兵庫県姫路師範学校を卒業した。
兵庫県内の公立学校の訓導、姫路市立余部小学校長、管理主事、姫路市立粟生小学校長などを歴任。その後、兵庫県教職員組合中央執行委員長、兵庫県官公労議長、兵庫県学校生活協同組合理事長、兵庫県教職員組合協議会会長、日本ユネスコ国内委員会委員などを務めた。
1960年（昭和35年）11月の第29回衆議院議員総選挙に兵庫県第4区から日本社会党公認で出馬して初当選。以後、1969年（昭和44年）12月の第32回総選挙まで再選され、衆議院議員に連続4期在任した。この間、社会党本部会計監査、同遊説部長、同院内役員、同科学技術副委員長、同国会対策副委員長、同電通合理化対策特別副委員長、同中央執行委員（企画室担当）、同兵庫県本部委員長などを務めた。その後、第33回総選挙に立候補したが次点で落選した。
のち、関西国民教育研究所長に就任した。